# Gunnar Huseby
Gunnar Alexander Huseby (4. listopadu 1923 — 28. května 1995) byl islandský koulař a diskař, dvojnásobný mistr Evropy.
Byl desetinásobným mistrem Islandu ve vrhu koulí, šestinásobným v hodu diskem a dvojnásobným v hodu kladivem. Na mistrovství Evropy v atletice 1946 (byl to první šampionát po druhé světové válce a také první, kterého se Island zúčastnil jako nezávislý stát) vyhrál soutěž koulařů výkonem 15,56 m a v disku skončil na čtrnáctém místě s 41,74 m. V červenci 1950 vytvořil v Reykjavíku svůj osobní rekord v disku 50,13 m. Na mistrovství Evropy v atletice 1950 titul mezi koulaři obhájil, když vytvořil svůj osobní rekord 16,74 m. Mezi diskaři skončil jedenáctý s výkonem 43,78 m. V roce 1951 vyhrál otevřené mistrovství Velké Británie AAA Championships ve vrhu koulí výkonem 15,87 m.
Jeho kariéru zkomplikovala přílišná náklonnost k alkoholu. Pod jeho vlivem spáchal loupežné přepadení, za které byl v březnu 1952 odsouzen k ročnímu vězení. Nemohl se tak zúčastnit helsinské olympiády. Po odpykání trestu se vrátil k závodění, na mistrovství Evropy v atletice 1958 skončil mezi koulaři sedmnáctý výkonem 15,62 m. Svůj poslední titul islandského mistra získal v roce 1962.